# Jean Auguste Dubouloz
Jean Auguste Dubouloz, de son vrai nom Jean-Auguste Dubouleau, né le 20 février 1800 à Paris où il est mort le 21 août 1870, est un peintre, illustrateur et graveur français.

## Biographie
Peintre d'histoire et de genre, élève de Jean-Antoine Gros et de Georges Malbeste, Jean Auguste Dubouloz participe au Salon de 1824 à 1870 en exposant des compositions historiques et des portraits. Il y obtient en 1838 une médaille de troisième classe et en 1840, une médaille de deuxième classe.
En 1820, il obtient aussi une médaille décernée par l'Académie royale de peinture. 

## Œuvres

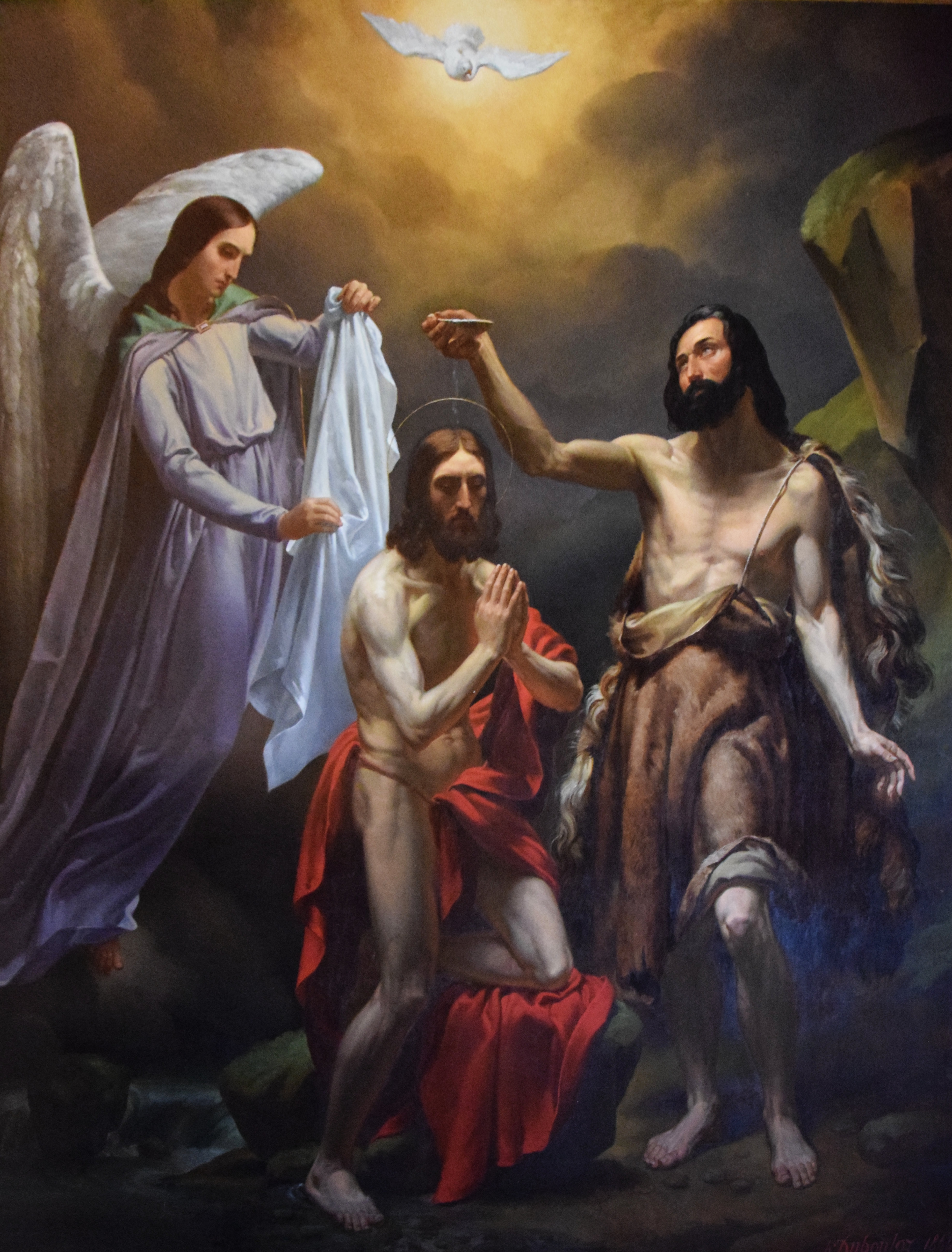
Le Baptême du Christ avec ange.

- Étude de personnages : les Italiens, 1834, dessin à la plume et au lavis, localisation inconnue[3].
- Le Christ au jardin des oliviers, 1840[4].
- Le Baptême du Christ, 1844, église Saint-Étienne du Mas-d'Azil.
- Scène de cuisine, New York, Metropolitan Museum of Art.
- Femme nue à son miroir, localisation inconnue[réf. nécessaire].

## Publication
- Petit cours de dessin appliqué, 1840.